# آبلون
آبلون (به فرانسوی: Ablon) یک کمون  در فرانسه است که در canton of Honfleur واقع شده‌است. آبلون ۱۲ کیلومتر مربع مساحت و ۱٬۲۱۰ نفر جمعیت دارد و ۹۸ متر بالاتر از سطح دریا واقع شده‌است.